# Giovanni Drenthe
Giovanni Claudio Drenthe (ur. 16 lutego 1990 w Paramaribo) – surinamski piłkarz występujący na pozycji napastnika, obecnie zawodnik S.V. Walking Boyz Company.

## Kariera klubowa
Drenthe pochodzi z piłkarskiej rodziny – jego brat Royston, wuj Edgar Davids i kuzyn Lorenzo Davids występowali w reprezentacji Holandii. Swoją karierę piłkarską rozpoczynał w wieku 17 lat w zespole SV Voorwaarts z siedzibą w stołecznym mieście Paramaribo. Po czterech latach gry w tej drużynie przeszedł do SV Excelsior z miasta Meerzorg. Po jednym sezonie spędzonym w SV Excelsior przeniósł się do S.V. Walking Boyz Company. W swoim premierowym sezonie w nowym klubie zdobył Puchar krajowy.

## Kariera reprezentacyjna
W 2011 roku Drenthe wystąpił w trzech spotkaniach reprezentacji Surinamu U-23 w ramach kwalifikacji do Igrzysk Olimpijskich w Londynie. Jego drużyna po dwóch zwycięstwach i remisie awansowała do drugiej rundy, gdzie jednak zajęła ostatnie miejsce w grupie, notując trzy porażki i nie dostała się na igrzyska. Zawodnik wpisał się na listę strzelców w wygranej 5:0 konfrontacji z Kajmanami i dwukrotnie w wygranym 3:1 spotkaniu z Saint Vincent i Grenadynami.
W seniorskiej reprezentacji Surinamu Drenthe zadebiutował 28 października 2009 w przegranym 0:1 meczu towarzyskim z Gujaną. Premierowego gola w kadrze narodowej strzelił 25 września 2011 w zremisowanym 2:2 sparingu z Curaçao. Wystąpił także w sześciu spotkaniach w ramach eliminacji do Mistrzostw Świata 2014, gdzie zdobył bramkę w wygranej 1:0 konfrontacji z Kajmanami, jednak jego drużyna nie zdołała zakwalifikować się na mundial.
| Reprezentacja Surinamu | Reprezentacja Surinamu | Reprezentacja Surinamu |
| Rok                    | Mecze                  | Gole                   |
| ---------------------- | ---------------------- | ---------------------- |
| 2009                   | 1                      | 0                      |
| 2011                   | 8                      | 2                      |
| 2012                   | 7                      | 2                      |
| Razem                  | 16                     | 4                      |

## Sukcesy
- Puchar Surinamu: 2012/2013